# Erich Strömer
Erich Otto Adalbert Hermann Strömer (geboren 11. November 1901 in Beuthen; gestorben 30. Dezember 1934 in Berlin) war ein deutscher Schauspieler.

## Leben und Wirken
Er war der Sohn des Schauspielers und Sängers Willy Oskar Werner Strömer und trat als Schauspieler in die Fußstapfen des Vaters. 1920 gab er sein Bühnendebüt und trat zunächst an kleineren Bühnen in Liberec und Linz auf. 1922/23 spielte er zunächst in Salzburg und ging dann in die Schweiz. Nach Engagements in Graz und Frankfurt am Main und einiger Zeit am Burgtheater in Wien wechselte Strömer 1932 nach Berlin. Hier starb er zwei Jahre später an einer septischen Angina.